# عینک قرمز
عینک قرمز فیلم کمدی ایرانی محصول ۱۴۰۳ به نویسندگی و کارگردانی حسین مهکام و تهیه‌کنندگی مرتضی شایسته است.

## خلاصه فیلم
جوانی به اسم محمود  (حامد بهداد) که با خواهرزاده خود پری  (الناز حبیبی) زندگی می‌کند و بعد از پیدا کردن وصیت نامه پدر خود تصمیم می‌گیرد به سراغ گنجی برود که در این میان دردسرهایی به سراغش می‌آید.

## بازیگران
- حامد بهداد
- هادی کاظمی
- الناز حبیبی
- پانته‌آ پناهی‌ها
- سروش صحت
- نادر فلاح
- سید یاسر جعفری
- سمانه پاکدل
- سهیل مستجابیان
- مهسا کامیابی
- رضا ناجی
- عادل تبریزی
- ایمان یزدی
- نیما سکوت
- رؤیا وحدتی
- سعید سالمی
- حمید اصغری